# Циллисхайм
Циллисхайм, Циллисгейм, Зиллисем (фр. Zillisheim) — коммуна на северо-востоке Франции в регионе Гранд-Эст (бывший Эльзас — Шампань — Арденны — Лотарингия), департамент Верхний Рейн, округ Мюлуз, кантон Брёнстат. До марта 2015 года коммуна административно входила в состав упразднённого кантона Мюлуз-Сюд (округ Мюлуз).
Площадь коммуны — 8,22 км², население — 2544 человека (2006) с тенденцией к росту: 2631 человек (2012), плотность населения — 320,1 чел/км².

## Население
Численность населения коммуны в 2011 году составляла 2636 человек, а в 2012 году — 2631 человек.
| 1962 | 1968 | 1975 | 1982 | 1990 | 1999 | 2004 | 2006 | 2009 | 2011 | 2012 |
| ---- | ---- | ---- | ---- | ---- | ---- | ---- | ---- | ---- | ---- | ---- |
| 1435 | 1758 | 1951 | 1936 | 1919 | 2356 | 2503 | 2544 | 2660 | 2636 | 2631 |

Динамика населения:

## Экономика
В 2010 году из 1752 человек трудоспособного возраста (от 15 до 64 лет) 1262 были экономически активными, 490 — неактивными (показатель активности 72,0 %, в 1999 году — 67,6 %). Из 1262 активных трудоспособных жителей работали 1190 человек (633 мужчины и 557 женщин), 72 числились безработными (43 мужчины и 29 женщин). Среди 490 трудоспособных неактивных граждан 195 были учениками либо студентами, 175 — пенсионерами, а ещё 120 — были неактивны в силу других причин.
На протяжении 2011 года в коммуне числилось 1076 облагаемых налогом домохозяйств, в которых проживало 2598,5 человек. При этом медиана доходов составила 25299 евро на одного налогоплательщика.

## Достопримечательности (фотогалерея)

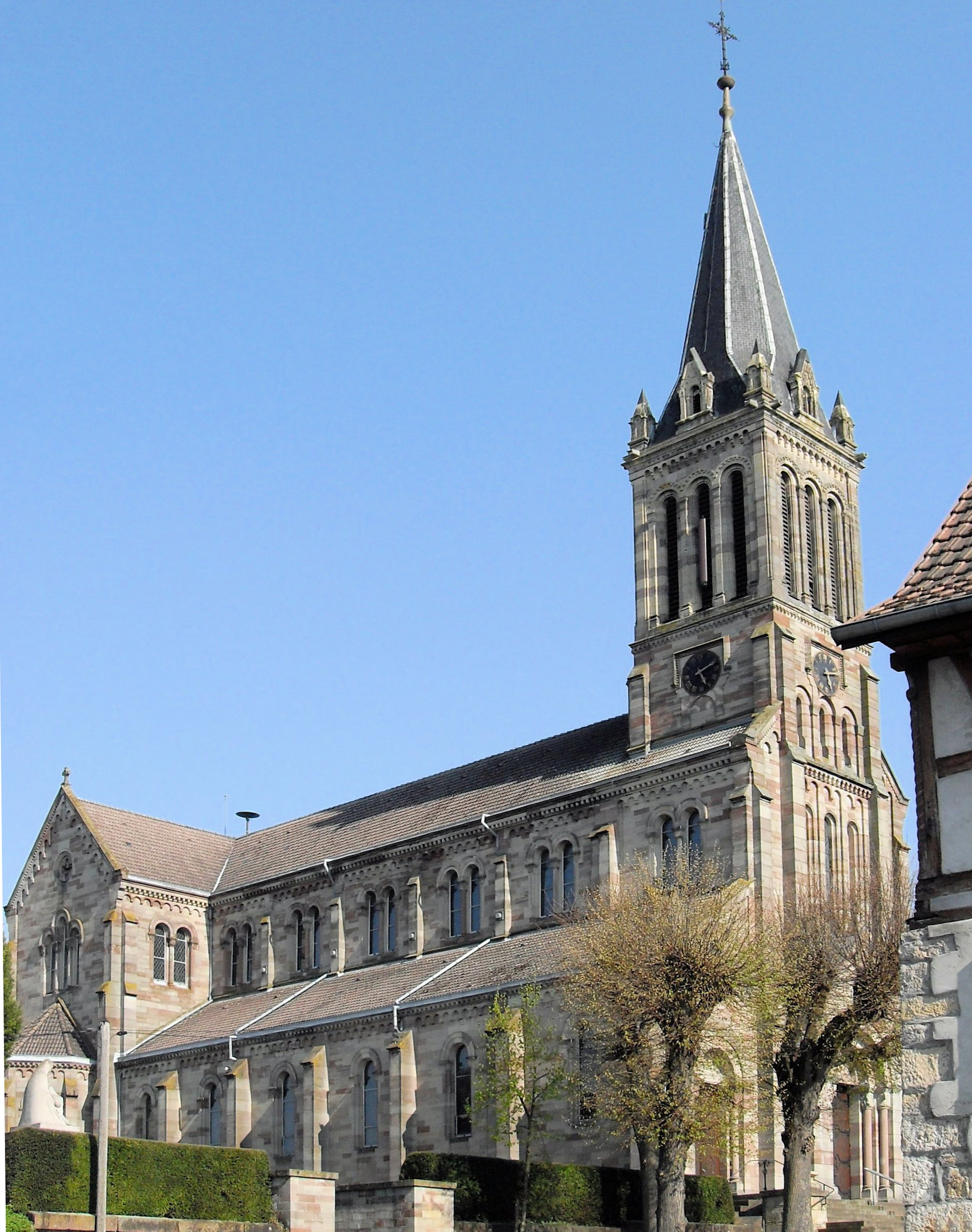
Церковь Сен-Лорен
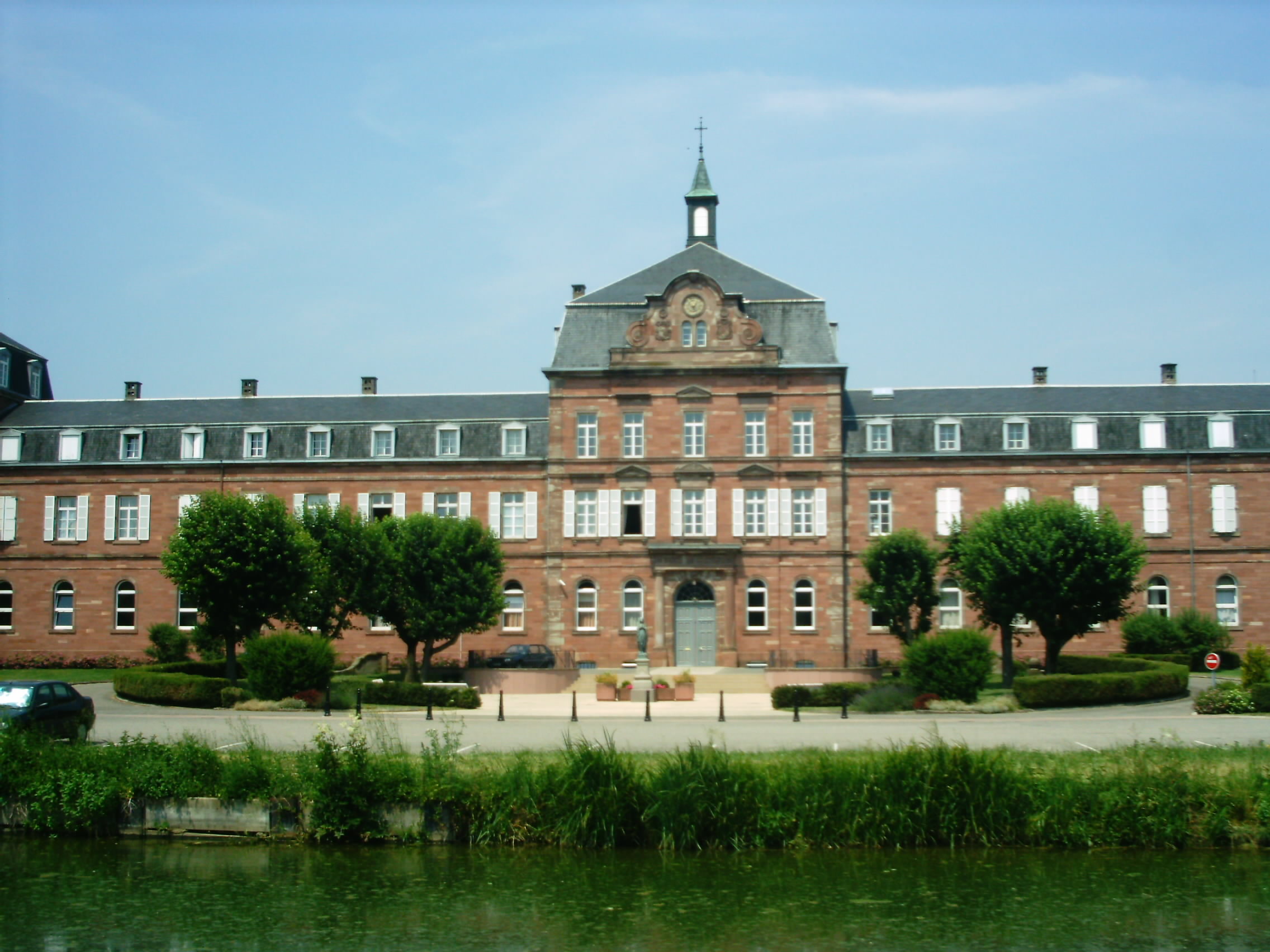
Епископский колледж
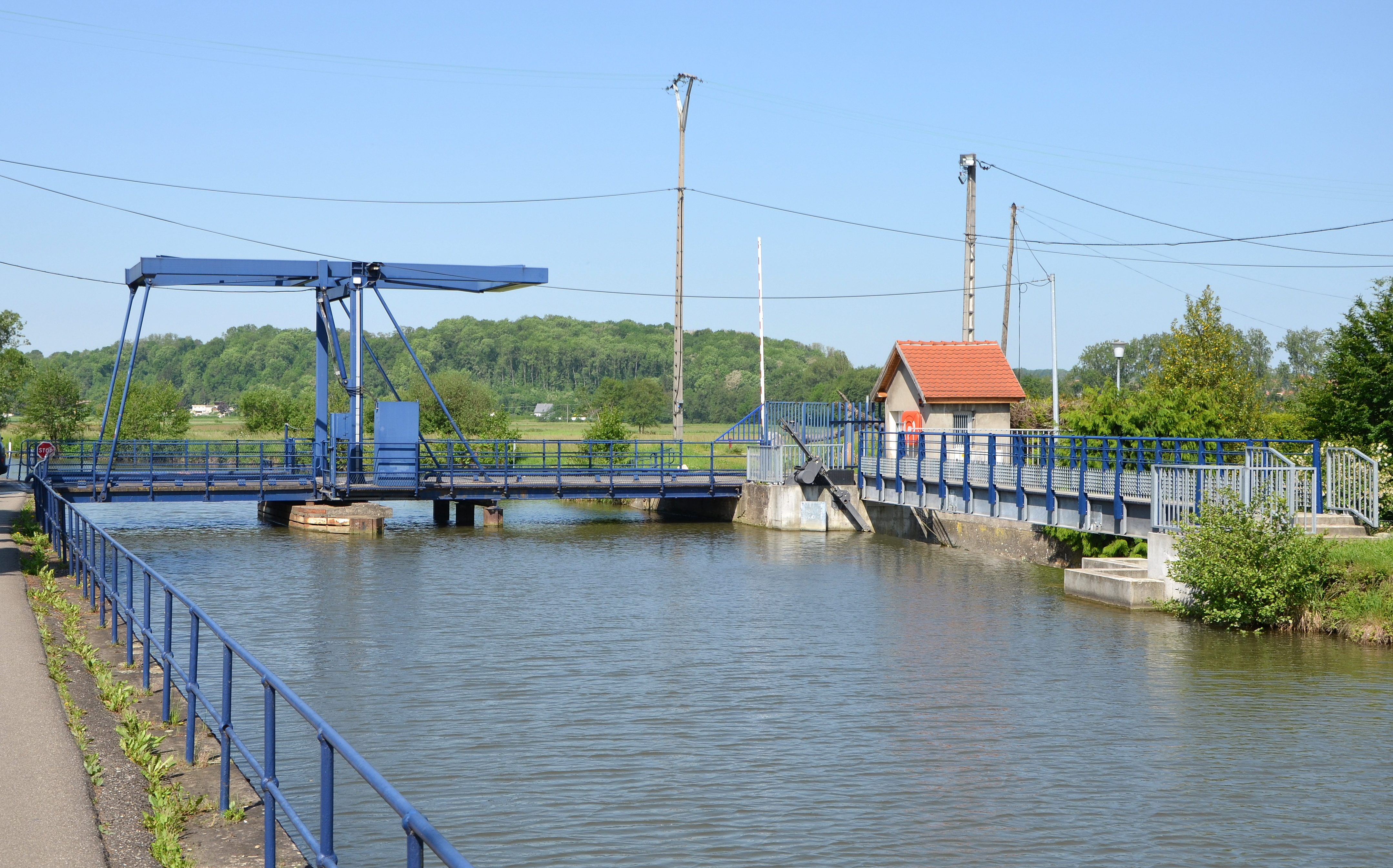
Канал Рейн — Рона
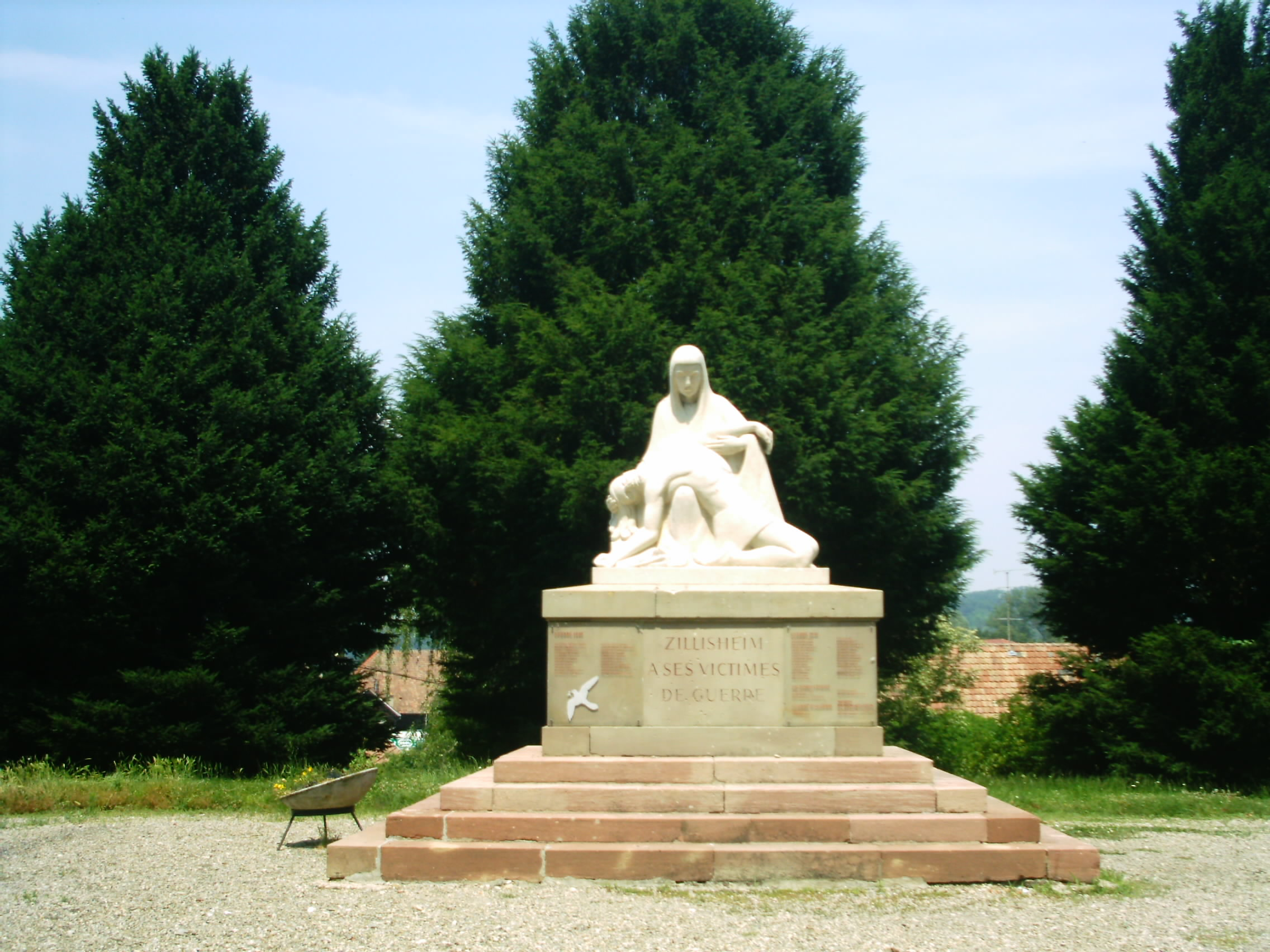
Мемориал павшим воинам